# الحسين بن الفضل
أبو علي الحسين بن الفضل بن عمير بن القاسم بن كيسان البجلي الكوفي نزيل نيسابور. أحد مفسري القران في القرن الثالث الهجري، وإمام عصره في معاني القرآن.

## سيرته
ولد قبل سنة مئة وثمانين. سمع من: يزيد بن هارون، وعبد الله بن بكر السهمي، والحسن بن قتيبة المدائني، وشبابة بن سوار، وأبا النضر هاشم بن القاسم، وهوذة بن خليفة، وإسماعيل بن أبان. وحدث عنه: أبو الطيب محمد بن عبد الله بن المبارك، ومحمد بن صالح بن هانئ، ومحمد بن القاسم العتكي، ومحمد بن علي العدل، وعمرو بن محمد بن منصور، وأحمد بن شعيب الفقيه، ومحمد بن يعقوب بن الأخرم.

## قالوا عنه
- قال الحاكم: الحسين بن الفضل بن عمير بن قاسم بن كيسان البجلي المفسر إمام عصره في معاني القرآن، أقدمه ابن طاهر معه نيسابور، وابتاع دار غزرة، فسكنها، وهذا في سنة سبع عشرة ومائتين، فبقي يعلم الناس، ويفتي في تلك الدار إلى أن توفي، ودفن في مقبرة الحسين بن معاذ، في سنة اثنتين وثمانين ومائتين وهو ابن مائة وأربع سنين، وقبره مشهور يزار، وشيعه خلق عظيم. وسمعت محمد بن أبي القاسم المذكر يقول: سمعت أبي يقول لو كان الحسين بن الفضل في بني إسرائيل لكان ممن يذكر في عجائبهم.
- قال محمد بن يعقوب الحافظ: ما رأيت أفصح لسانا من الحسين بن الفضل.
- قال محمد بن يعقوب الكرابيسي: كان الحسين بن الفضل في آخر عمره يأمرنا أن نبسط بحذاء سكة عمار، فكنا نحمله في المحفة فمر به جماعة من الفرسان على زي أهل العلم، فرفع حاجبه، ثم قال لي: من هؤلاء قلت: هذا أبو بكر ابن خزيمة وجماعة معه، فقال: يا سبحان الله بعد أن كان يزورنا في هذه الدار إسحاق بن راهويه، ومحمد بن رافع، يمر بنا ابن خزيمة فلا يسلم.
- قال الحاكم: سمعت إبراهيم بن مضارب ، سمعت أبي يقول : كان علم الحسين بن الفضل بالمعاني إلهاما من الله ، فإنه كان قد تجاوز حد التعليم. وكان يركع في اليوم والليلة ست مائة ركعة، ويقول: لولا الضعف والسن لم أطعم بالنهار.
- قال أبا زكريا العنبري: سمعت أبي يقول: لما قلد المأمون عبد الله بن طاهر خراسان، قال: يا أمير المؤمنين حاجة. قال: مقضية قال: تسعفني بثلاثة: الحسين بن الفضل، وأبو سعيد الضرير، وأبو إسحاق القرشي، قال: أسعفناك، وقد أخليت العراق من الأفراد.[5]

## كتبه
- الأمثلة الكامنة في القرآن الكريم.

## وفاته
توفي الحسين في شهر شعبان سنة 282 هـ وهو ابن مائة وأربع سنين.